# Ahn Chang-ho
Ahn Chang-ho (안창호?, 安昌浩?, An Ch'anghoMR, [ɐn. tɕʰɐŋɦo]), noto anche con lo pseudonimo di Dosan (도산?, 島山?, TosanMR, [tosʰan]; Contea di Kangsŏ, 9 novembre 1878 – Gyeongseong, 10 marzo 1938), è stato un politico e attivista coreano.
Ahn e sua moglie, Helen Lee, furono la prima coppia sposata coreana a immigrare legalmente negli Stati Uniti. Partecipò al movimento indipendentista coreano, fondando l'organizzazione attivista Sinminhoe nel 1906 e la Young Korea Academy a San Francisco nel 1913, e figurò tra i membri fondatori del governo provvisorio della Repubblica di Corea a Shanghai nel 1919. Si ritiene inoltre che sia uno dei due autori del testo dell'inno nazionale sudcoreano, Aegukga.

## Biografia

### Primi anni
Ahn Chang-ho nacque con nome proprio Chi-sam (치삼?, 致三?) il 9 ottobre 1878 nella contea di Kangsŏ, Pyongan (P'yŏngan Meridionale, Corea del Nord, in epoca moderna), terzo figlio di una famiglia povera di contadini appartenente al bon-gwan Ahn di Sunheung: suo padre si chiamava Ahn Heung-guk, sua madre Hwang Mong-un. Aveva un fratello e una sorella maggiori. Dopo la morte del padre, avvenuta quando aveva circa otto anni, venne cresciuto dal nonno e iniziò a frequentare una scuola privata per prepararsi a sostenere il gwageo, l'esame che permetteva l'accesso agli incarichi governativi intellettuali.
Nel 1895, il sedicenne Ahn restò turbato dalla distruzione causata a Pyongyang dalla prima guerra sino-giapponese e divenne determinato a migliorare la Corea. Si trasferì a Seul per ricevere un'educazione occidentale alla Guse Hakdang, una scuola gestita da Horace Grant Underwood e dal reverendo F. S. Miller, e sponsorizzata dai missionari presbiteriani. Vi studiò per tre anni, durante i quali si convertì al cristianesimo. La religione cristiana lo ispirò a sviluppare una forte etica personale e a mettersi al servizio del prossimo, e con questo spirito avrebbe in seguito organizzato, istruito e mobilitato gli immigrati coreani negli Stati Uniti.
Intorno al 1897 si unì al Dongnip hyeophoe ("Associazione per l'indipendenza"), diventando il capo della sede di Pyongyang insieme a Pil Dae-eun. Durante la breve durata dell'associazione, tenne discorsi davanti a folle di centinaia di persone e si avvicinò a Syngman Rhee e Yun Chi-ho, che sarebbero diventati delle figure di spicco del movimento indipendentista. Nello stesso periodo si fidanzò con la sua futura moglie, Helen Lee (Lee Hye-ryeon, 1884-1969). Successivamente tornò a casa, e intorno al 1899 aprì la Jeomjin, la prima scuola mista fondata da un coreano, e la Chiesa Tanpori. Il 3 settembre 1902 sposò Helen, e poco dopo partirono per gli Stati Uniti con l'intenzione di studiare il sistema educativo locale prima di tornare in Corea.

### Vita in America e impegno politico

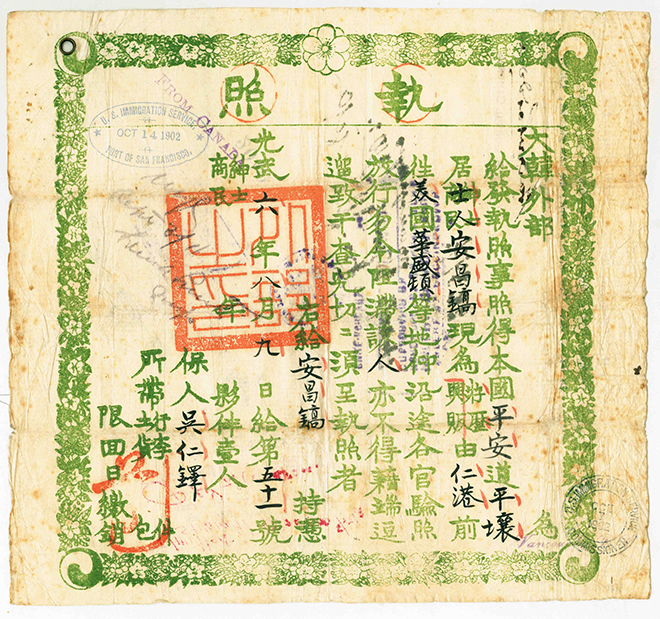
Il passaporto di Ahn Chang-ho, emesso dall'Impero coreano il 9 agosto 1902.

Il 14 ottobre 1902, Ahn e Lee arrivarono a San Francisco. Furono tra i primi coreani a trasferirsi negli Stati Uniti, e la prima coppia sposata a farlo; i loro passaporti erano numerati 51 e 52. Per imparare l'inglese, Ahn si iscrisse a una scuola elementare americana. A causa della scarsa conoscenza della lingua e dei sentimenti anti-asiatici, la coppia fece fatica a trovare un impiego. Sebbene ci fossero dei posti disponibili nel settore agricolo, gli immigrati coreani non riuscivano comunque ad essere assunti con facilità a causa del monopolio giapponese sui contratti di lavoro e della mancanza di una propria agenzia per il lavoro. Il 22 settembre 1903, Ahn e altre otto persone fondarono la prima organizzazione coreano-americana, la Korean Friendship Society, di cui divenne il primo presidente. In quel periodo, a San Francisco vivevano circa 20 coreani, tra cui gli Ahn: questo gruppo svolse un ruolo chiave nell'insediamento e nell'educazione di centinaia di immigrati coreani provenienti dall'Asia e dalle Hawaii.

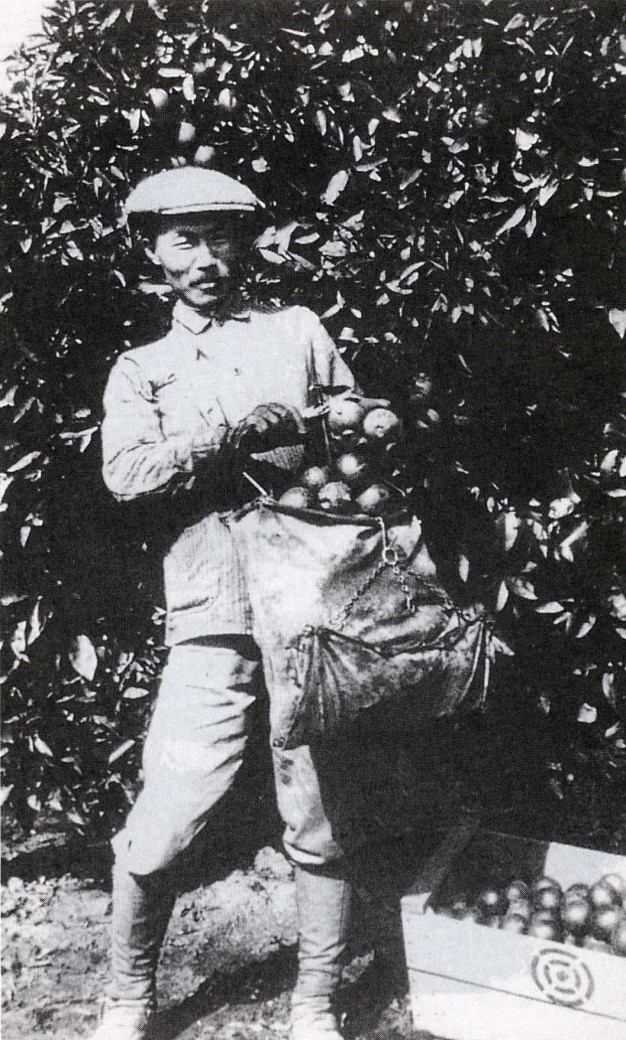
Ahn Chang-ho mentre raccoglie arance, 1910 circa.

Nel 1904 i coniugi si trasferirono a Riverside dietro incoraggiamento di due amici coreani che lavoravano nelle coltivazioni di agrumi della zona: lì Ahn Chang-ho trovò lavoro presso gli Alta Cresta Groves e aiutò a fondare l'Agenzia del Lavoro Coreana, che contribuì alla crescita della popolazione coreana a Riverside e portò alla creazione del Pachappa Camp, a volte chiamato anche "Repubblica di Dosan", considerato il primo insediamento coreano negli Stati Uniti da alcuni accademici. Ahn rimase a Riverside per circa un anno, dopodiché rientrò a San Francisco.
Il 4 aprile 1905, la Korean Friendship Society cambio nome in Mutual Assistance Society o Mutual Assistance Association. Scopo dell'associazione, che aveva nove uffici negli Stati Uniti e filiali in Manciuria e Russia, era promuovere la coscienza nazionale e i movimenti attivisti volti a ripristinare la sovranità coreana. Nell'ambito del suo operato, il 20 novembre Ahn partecipò al lancio del quotidiano Gongnip sinbo, predecessore del Sinhan minbo, aperto nel 1909. A causa del terremoto di San Francisco del 1906, l'ufficio venne bruciato e lo trasferirono a Oakland. Il Sinhan minbo continuò ad essere stampato fino a dopo la Seconda guerra mondiale, diventando una significativa fonte di notizie sulla penisola coreana. Nel 1906 Ahn si recò brevemente in Corea per fomentare i movimenti indipendentisti locali, fondando l'associazione Sinminhoe.
Il 23 marzo 1908, Durham Stevens venne assassinato dopo aver affermato pubblicamente che la Corea stava meglio sotto l'occupazione giapponese, provocando l'emergere di sentimenti anti-coreani. La Mutual Assistance Society si fuse quindi con la United Korean Society hawaiana, cambiando nome in Korean National Association il 10 febbraio 1909. Essa rappresentò la comunità coreano-americana fino al termine della Seconda guerra mondiale. In Corea, Ahn partecipò al movimento attivista anti-giapponese, venendo arrestato in relazione all'omicidio di Itō Hirobumi (1909) ad opera di An Jung-geun.
Nel 1911 Ahn tornò negli Stati Uniti, dove rimase fino al 1919. Trascorse un mese a Riverside con la famiglia, poi visitò le comunità coreane distribuite per la California, condividendo le notizie provenienti dalla madrepatria; a gennaio 1912 lui e alcuni coreani formarono la North American Industrial Company e ne vendettero le quote alla comunità. Nel 1913 aprì a San Francisco la Young Korean Academy per favorire lo sviluppo dei futuri leader del movimento indipendentista coreano, la quale si trasferì a Los Angeles l'anno successivo insieme alla famiglia. Grazie ai fondi raccolti dalla Korean National Association, nel 1919 fu possibile inaugurare a Shanghai il governo provvisorio della Repubblica di Corea, che nove anni prima era diventata una colonia dell'impero giapponese. Oltre a figurare tra i membri fondatori, Ahn ne fu Ministro degli affari interni e Viceministro.

### Ritorno in Corea e morte
Nel 1924 fece ritorno negli Stati Uniti per la terza e ultima volta. Presto venne sospettato di affiliazione bolscevica, per cui fu indagato e interrogato il 3 giugno 1925 dal Servizio di Immigrazione a Chicago. Il 2 marzo 1926 si imbarcò da San Francisco per le Hawaii, dove intendeva restare per due settimane e visitare la comunità coreana locale prima di dirigersi in Cina, ma l'ufficio immigrazione non gli permise di rimanere poiché riteneva la Young Korean Academy un'organizzazione dannosa. Pertanto, Ahn poté fermarsi a Honolulu soltanto per sei ore e, dopo aver tenuto un breve discorso davanti a 150 connazionali, s'imbarcò per l'Australia, giungendovi il 25 marzo. A maggio arrivò a Shanghai, dove si occupò di questioni legate al governo provvisorio per un paio di settimane.

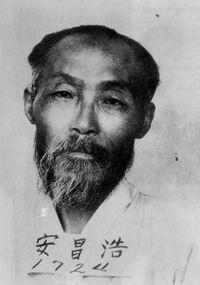
Ahn il 10 novembre 1937.

Nel 1932, mentre progettava il proprio rientro in America per stare con la sua famiglia, fu arrestato dalla polizia francese e giapponese quando Yun Bong-gil fece detonare una bomba all'Hongkew Park di Shanghai, e portato a Incheon. Giudicato colpevole al processo, ricevette una condanna a quattro anni di carcere, ma venne rilasciato il 10 febbraio 1935 per buona condotta. Nel 1937 le autorità lo arrestarono ancora, ma a causa di complicazioni causate da diverse malattie agli organi interni, venne rilasciato su cauzione e trasferito all'ospedale dell'Università imperiale Keijō, dove morì il 10 marzo 1938. Giudicando che la sua scomparsa avrebbe potuto causare dimostrazioni popolari, l'esercito giapponese mise un limite al numero di persone che poteva partecipare al funerale, permettendo la presenza solo di alcuni parenti.

## Eredità
«Sì, considero mangiare un atto per l'indipendenza e anche dormire un atto per l'indipendenza. Finché vivo, niente di questo cambierà.»

— Ahn Chang-ho, alla domanda della polizia giapponese se avrebbe continuato a partecipare al movimento per l'indipendenza della Corea dopo essere stato rilasciato.
Gli storici considerano Ahn Chang-ho uno dei più importanti nazionalisti coreani, pioniere delle prime comunità di immigrati coreani e leader rivoluzionario che sostenne la democrazia costituzionale e s'impegnò nella guerra per l'indipendenza della Corea. In sua memoria sono stati aperti il Dosan Park e il Dosan Ahn Chang-ho Memorial Hall nel distretto di Gangnam, Seul. Nei primi anni Novanta, l'incrocio tra Jefferson Boulevard e Van Buren Place a Los Angeles, di fronte alla Korean National Association e alla Chiesa presbiteriana coreana, è stato chiamato "Dosan Ahn Chang Ho Square"; nel 2003 gli è stato anche intitolato un ufficio postale al 3751 West 6th Street della medesima città.
Nel 2012 è stato inserito nell'International Civil Rights Walk of Fame al Martin Luther King Jr. National Historical Park di Atlanta.
L'8 novembre 2013, Ahn ha ricevuto un diploma onorario dalla sua alma mater, l'Università Yonsei, per i servizi prestati come aiuto insegnante alla Guse Hakdang e per il suo lavoro presso il centro medico Jejungwon e il Severance Hospital.
Il sottomarino della marina coreana KSS-III è stato chiamato "Ahn Chang-ho" in suo onore e inaugurato il 13 agosto 2021.

## Vita privata

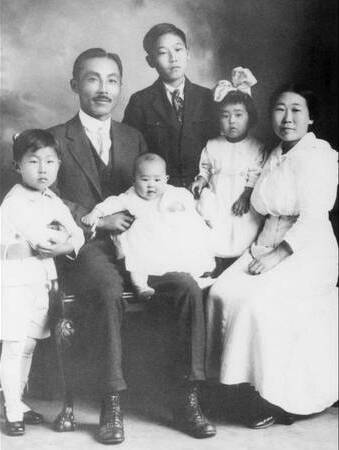
Gli Ahn nel 1917. Da sinistra: Philson, Ahn Chang-ho, Soorah (in braccio al padre), Philip, Susan e Helen.

Ahn sposò Helen Lee (이혜련?, 李惠鍊?; Lee Hye-ryeon, 21 aprile 1884-21 aprile 1969) il 3 settembre 1902, poco prima di emigrare negli Stati Uniti. Lee fu una casalinga e crebbe i loro figli da sola per molti anni, oltre a sostenere attivamente il movimento indipendentista attraverso raccolte fondi locali. Nel 2008 le venne conferito postumo l'Ordine al merito della fondazione nazionale. È sepolta al Dosan Park insieme al marito.
Gli Ahn ebbero tre figli maschi e due femmine:
- Philip Ahn (29 marzo 1905-28 febbraio 1978), attore;
- Philson Ahn (5 luglio 1912-23 maggio 2001), ingegnere e dirigente aerospaziale. Durante la seconda guerra mondiale lavorò presso la Hughes Aircraft prima come chimico e poi come manager, contribuendo allo sviluppo del Hughes H-4 Hercules;[39][40]
- Susan Ahn Cuddy (16 gennaio 1915-24 giugno 2015), tenente di vascello. Fu la prima donna a prestare servizio come ufficiale di artiglieria nella Marina degli Stati Uniti;[30]
- Soorah Ahn Buffum (27 maggio 1917-18 giugno 2016), ristoratrice;[41]
- Ralph Ahn (28 settembre 1926-26 febbraio 2022), attore.

Ahn Chang-ho vide per l'ultima volta la sua famiglia nel 1926, prima di partire per le Hawaii, e non conobbe mai il figlio minore Ralph.